# 消失的費茲傑羅
《消失的費茲傑羅》是一本由約翰·葛里遜所寫的犯罪驚悚小說，由道布爾戴出版社公司於2017年6月6日負責出版。這本書背離了葛里遜主要的法律驚悚主題，並集中講述被偷的珍貴書籍。葛里遜在25年內首次進行廣泛的書籍巡迴演講來宣傳該書。

## 情節
本書開始於普林斯頓大學費爾斯通圖書館中被偷走的五部珍貴的法蘭西斯·史考特·費茲傑羅手稿，然後前往佛羅里達島上的一個度假小鎮，尋找有關盜竊案的線索。儘管聯邦調查局和「地下機構」的調查人員幫普林斯頓保險公司追捕在黑市中的犯罪者，但故事卻集中在一位追查盜竊犯的小說家身上。

## 外部連結
- Website （页面存档备份，存于） at JGrisham.com
- Official website （页面存档备份，存于） at Random House